# Red Sea Project
 (signalé en mai 2025).
Si vous disposez d'ouvrages ou d'articles de référence ou si vous connaissez des sites web de qualité traitant du thème abordé ici, merci de compléter l'article en donnant les références utiles à sa vérifiabilité et en les liant à la section « Notes et références ».
- Archive Wikiwix
- Bing
- Cairn
- DuckDuckGo
- E. Universalis
- Gallica
- Google
- G. Books
- G. News
- G. Scholar
- Persée
- Qwant
- (zh) Baidu
- (ru) Yandex
- (wd) trouver des œuvres sur Wikidata

Station balnéaire de Shebara

Le Red Sea Project (en arabe : مشروع البحر الأحمر) est un projet touristique situé sur la mer Rouge dans la province de Tabuk en Arabie Saoudite.
Il est porté par l'organisme public Red Sea Global et fait partie du plan de développement Vision 2030 au côté du projet Neom. Le projet est annoncé le 31 juillet 2017 par Mohammed ben Salmane. La construction a démarré en 2019. Le projet inclut la construction d'un aéroport qui a ouvert en 2023.